# 八代市立第四中學校
八代市立第四中學校位在日本熊本縣八代市古閑上町，是一間由八代市設立的中學校。

## 歷史
- 1947年4月 - 設置八代郡八千把村立八千把中學校，此為八代市立第四中學校的前身。
- 1954年4月1日 - 八千把村併入八代市，改名稱為八代市立第四中學校。

## 著名出身人物
- 智之花伸哉（前大相撲小結、現年寄玉垣）
- 古島清人（前J聯賽球員）

## 外部連結
- 八代市立第四中學校網站（页面存档备份，存于）